# Hopeless Masquerade
Touhou Shinkirō ~ Hopeless Masquerade (яп. 東方心綺楼 ～ Hopeless Masquerade., То̄хо̄ Шінкіро̄, досл. «Східна вежа шовкового серця 〜 Безнадійний маскарад») — гра 2013 у жанрі файтинґ з серії ігор Touhou Project, анонсований 5 жовтня 2012. Гра від Twilight Frontier і Team Shanghai Alice. Повна версія гри вийшла 26 травня 2013 на Reitaisai 10.

## Ігролад

Бій Рейму Хакурей та Маріси Кірісаме.

Як і свій попередник, Touhou Hisoutensoku, Hopeless Masquerade — це двовимірний файтинґ, де два персонажі б'ються один з одним за допомогою різних навичок. У цій грі представлений зовсім інший стиль двовимірних спрайтів порівняно з попередніми іграми. Був введений таймер матчу, чого не було в попередніх файтинґах Touhou. Це також перша офіційна гра з початковою роздільною здатністю 1280×720.
Спеціально для цієї гри було створено нові системи, зокрема повністю повітряна бойова система, спеціальні рухи, що вводяться комбінаціями клавіш, та система миттєвого блоку, яка дозволяє гравцеві парирувати атаки, блокуючи їх безпосередньо перед початком, щоб запобігти втраті духу.

## Сюжет
Похмура атмосфера наповнює людське село після серії лих і катастроф, оскільки селяни стають байдужими та впадають у безлад. Лідери конфесій вважають, що вони повинні взяти під контроль тих, хто впадає у безлад, і зібрати віру та відновити порядок. У Ґенсокьо розгортається битва між трьома лідерами, які змагаються за славу та уподобу, а саме: буддійським священиком, даосистом та жрицею.

## Персонажі
У Hopeless Masquerade представлено 10 ігрових персонажів:
- Рейму Хакурей — головна героїня. Міко храму Хакурей.
- Маріса Кірісаме — головна героїня. Чарівниця з Лісу Чарів.
- Ічірін Кумой — йокай з Undefined Fantastic Object.
- Бякурен Хіджірі — буддійська черниця з Undefined Fantastic Object.
- Мононобе но Футо — відлюдниця з Ten Desires.
- Тойосатомімі но Міко — свята з Ten Desires.
- Ніторі Кавашіро — каппа з Mountain of Faith.
- Койші Комеїджі — саторі з Subterranean Animism.
- Мамідзо Футацуїва — танукі з Ten Desires.
- Хата но Кокоро (яп. 秦 こころ) — менрейкі, народжена з 66 масок, що належали Хаті но Кавакацу. Коли вона загубила маску надії, люди втратили надію, і вона вирішила знайти її, але марно. Вона — безжиттєва і беземоційна цукумоґамі, і їй доводиться покладатися на маски, щоб виражати свої емоції. Усі її маски гармонують одна з одною, але коли вона втратила маску надії, це спричинило серйозний дисбаланс, і як наслідок, вона сказилася.